# نوپسرها موزامبیکا
نوپسرها موزامبیکا یک گونه سوسک از خانوادهٔ سوسک‌های شاخک‌دراز است. استفان فون برونینگ در سال ۱۹۵۸ این گونه را توصیف و بررسی کرد.